# Lunghezza di legame
La lunghezza di legame (o distanza di legame) rappresenta la distanza tra i nuclei di due atomi di una specie chimica. È considerata una proprietà trasferibile, vale a dire che mantiene valori simili anche in specie chimiche molto diverse.
È un valore medio (perché gli atomi sono in perenne vibrazione, ciascuno attorno a una sua posizione centrale di equilibrio) e può essere determinata sperimentalmente o calcolata teoricamente.

## Caratteristiche
Le lunghezze di legame sono misurabili in una molecola attraverso la diffrazione dei raggi X.
Tra le principali caratteristiche si possono elencare le seguenti:
- quanti più elettroni partecipano alla formazione del legame chimico, minore sarà la lunghezza di legame;
- al diminuire della distanza di legame, aumenta l'energia di legame e le forze attrattive fra gli atomi;
- dipende dall'ibridazione molecolare e dalla natura elettronica e sterica dei sostituenti;
- per la stessa coppia di atomi, il legame triplo è più corto del legame doppio, il quale è più corto del legame semplice;
- in un legame covalente omopolare la metà della distanza di legame è uguale al raggio covalente.

## Distanza di legame tra carbonio-carbonio
Vengono riportate le lunghezze di legame carbonio-carbonio, misurate in ångström. Notare come la lunghezza diminuisce all'aumentare dell'ordine di legame.
| 1,54 Å                           | 1,34 Å                          | 1,20 Å                          |
| Legame singolo Carbonio-Carbonio | Legame doppio Carbonio-Carbonio | Legame triplo Carbonio-Carbonio |
| Ibridazione sp3                  | Ibridazione sp2                 | Ibridazione sp                  |

## Distanza di legame carbonio con gli altri elementi
Di seguito viene mostrata una tabella che riporta la lunghezza di legame sperimentale per un legame singolo tra carbonio e altri elementi. Si noti l'andamento generale per cui le lunghezze diminuiscono lungo un periodo della tavola periodica (a causa delle differenze di elettronegatività) e aumentano discendendo lungo un gruppo (a causa dell'aumento del raggio covalente).
| H  | 1,06-1,12 Å |
| Be | 1,93 Å      |
| Mg | 2,07 Å      |
| B  | 1,56 Å      |
| Al | 2,24 Å      |
| In | 2,16 Å      |
| C  | 1,54-1,20 Å |
| Si | 1,86 Å      |
| Sn | 2,14 Å      |
| Pb | 2,29 Å      |
| N  | 1,47-2,10 Å |
| P  | 1,87 Å      |
| As | 1,98 Å      |
| Sb | 2,20 Å      |
| Bi | 2,30 Å      |
| O  | 1,43-2,15 Å |
| S  | 1,81-2,55 Å |
| Cr | 1,92 Å      |
| Se | 1,98-2,71 Å |
| Te | 2,05 Å      |
| Mo | 2,08 Å      |
| W  | 2,06 Å      |
| F  | 1,34 Å      |
| Cl | 1,76 Å      |
| Br | 1,93 Å      |
| I  | 2,13 Å      |